# Lathromeroidea ajmerensis
Lathromeroidea ajmerensis är en stekelart som beskrevs av Yousuf och Shafee 1988. Lathromeroidea ajmerensis ingår i släktet Lathromeroidea och familjen hårstrimsteklar. Inga underarter finns listade i Catalogue of Life.